# معادله برمن-براون
معادله برمن-براون (به انگلیسی: Berman–Brown Equation) رابطه‌ای برای بدست آوردن ظرفیت حرارتی مواد در فشار ثابت است. این رابطه به صورت زیر بیان می‌شود:
{\displaystyle C_{P}=k_{0}+k_{1}T^{-0.5}+k_{2}T^{-2}+k_{3}T^{-3}}
که در آن {\displaystyle k_{2}}، {\displaystyle k_{1}}، {\displaystyle k_{0}} و {\displaystyle k_{3}} ضرایب برمن-براون هستند.
این معادله نسبت به معادلهٔ مایر-کلی نتایج دقیق‌تری بدست می‌دهد.